# Ayaan Hirsi Ali
Ayaan Hirsi Ali (nascida Ayaan Hirsi Magan; Mogadíscio, Somália, 13 de novembro de 1969) é uma ativista, escritora, política e cristã somali-holandesa-americana, que é conhecida por seus pontos de vista críticos do Islão e defesa dos direitos e da autodeterminação das mulheres muçulmanas, opondo-se activamente aos casamentos forçados, crimes de "honra", casamentos infantis, e mutilação genital feminina. Filha do político somali e líder da oposição Hirsi Magan Isse, ela é uma das fundadoras da organização de defesa dos direitos das mulheres AHA Foundation.
Quando tinha oito anos, sua família deixou a Somália para a Arábia Saudita, depois Etiópia, e acabaram por se instalar no Quênia. Pediu e obteve asilo político nos Países Baixos em 1992, em circunstâncias que mais tarde se tornaram o centro de uma controvérsia política. Em 2003 foi eleita membro da Câmara dos Representantes (câmara baixa do parlamento holandês), representando o Partido Popular para a Liberdade e Democracia (VVD). Uma crise política em torno do potencial de remoção de sua cidadania holandesa levou à sua renúncia ao parlamento, e levou indiretamente à queda do segundo gabinete Balkenende em 2006.
Hirsi Ali era uma muçulmana devota que abandonou a sua fé e se tornou ateísta, e forte crítica do Islão. Em 2004, ela colaborou, escrevendo o roteiro, numa curta-metragem com Theo Van Gogh, intitulado Submission, um filme que retratava a opressão das mulheres sob a lei islâmica. O filme provocou muitas controvérsias e ameaças de morte. Van Gogh foi assassinado mais tarde naquele ano por Mohammed Bouyeri, um terrorista islâmico marroquino-holandês. Hirsi Ali mantém que "o Islã é parte religião, e parte doutrina político-militar, e a parte que é uma doutrina política contém uma visão de mundo, um sistema de leis e um código moral que é totalmente incompatível com a nossa Constituição, nossas leis, e nosso modo de vida". Tendo anteriormente argumentado que o Islã estava além da reforma, em seu mais recente livro Heretic (2015), ela apela a uma reforma do Islã derrotando os islamistas e apoiando os muçulmanos reformistas. Em 2023, ela anunciou sua conversão ao cristianismo.
Em 2005, ela foi nomeada pela revista Time como uma das 100 pessoas mais influentes do mundo. Também recebeu vários prêmios, inclusive um prêmio de liberdade de expressão do jornal dinamarquês Jyllands-Posten, o Prêmio Democracia do Partido Liberal Sueco, e o Prêmio Coragem Moral de compromisso com a resolução de conflitos, ética e cidadania mundial. Em 2006, ela publicou um livro de memórias. A tradução do Inglês em 2007 é intitulado Infiel. Desde 2013 Hirsi Ali se tornou companheira da John F. Kennedy School of Government da Universidade Harvard, um membro da The Future of Diplomacy Project at the Belfer Center, e vive nos Estados Unidos. É casada com o historiador britânico e comentarista público Niall Ferguson. Se tornou uma cidadã naturalizada nos Estados Unidos em 25 de abril de 2013.

## Biografia

### Primeiros Anos
Ayaan Hirsi Ali nasceu em Mogadíscio, na Somália, em 1969. Seu pai, Hirsi Magan Isse, era um proeminente membro da Frente Democrática de Salvação da Somália e uma figura de destaque na Revolução Somaliana, opondo-se ao regime socialista de Siad Barre. Pouco depois de ela nascer, seu pai foi preso, e na sua ausência, aos 5 anos de idade, Ayaan e a sua irmã de 4 anos sofreram a infibulação do clitóris numa cerimônia organizada pela avó, apesar da oposição do pai a esta prática.
Também chamada de excisão faraônica, a infibulação é considerada a pior de todas, pois, após a amputação do clitóris e dos pequenos lábios, os grandes lábios são seccionados, aproximados e suturados com espinhos de acácia, sendo deixada uma minúscula abertura necessária ao escoamento da urina e da menstruação. Esse orifício é mantido aberto por um filete de madeira, que é, em geral, um palito de fósforo. As pernas devem ficar amarradas durante várias semanas até a total cicatrização. Assim, a vulva desaparece sendo substituída por uma dura cicatriz. Por ocasião do casamento a mulher será “aberta” pelo marido ou por uma “matrona”, mulher mais experiente designada a isso. Mais tarde, quando se tem o primeiro filho, essa abertura é aumentada. Algumas vezes, após cada parto, a mulher é novamente infibulada.
Quando tinha seis anos a sua família fugiu da Somália para se fixar na Arábia Saudita, depois na Etiópia e mais tarde, em 1980, no Quénia, onde a família obteve asilo político e vivia uma vida confortável. Foi neste país que Ayaan fez a maior parte dos seus estudos tendo frequentado a Muslim Girls' Secondary School. Hirsi Ali e a irmã eram regularmente agredidas pela mãe, que descarregava nas duas meninas da família as frustrações da sua vida. Também ainda no Quénia, um professor de Alcorão, a fim de a "disciplinar", partiu-lhe a cabeça contra uma parede, o que ocasionou um internamento de urgência no hospital de Nairobi.
Quando Hirsi Ali chegou à adolescência, a Arábia Saudita estava a financiar a educação religiosa em vários países e suas opiniões religiosas estavam a tornar-se influentes entre muitos muçulmanos. Uma professora religiosa carismática, treinada nesta base de pensamento, juntou-se à escola de Hirsi Ali. Ela inspirou a adolescente Ayaan, assim como alguns colegas, a adotar as interpretações mais rigorosas do Islã na Arábia Saudita, em oposição às versões mais relaxadas então correntes na Somália e no Quênia. Hirsi Ali disse mais tarde que ela havia ficado impressionada com o Alcorão e que viveu "pelo Livro, para o Livro" durante toda a sua infância.
Ela simpatizava com os pontos de vista da Irmandade Muçulmana e usava um hijab com seu uniforme escolar. Isso era incomum na altura, mas foi-se tornando mais comum entre algumas jovens muçulmanas. Na época, ela concordou com a fatwa proclamada contra o escritor indiano-britânico Salman Rushdie em reação ao retrato do profeta Maomé em seu romance Os Versos Satânicos. Depois de concluir o ensino médio, Hirsi Ali participou de um curso de secretariado no Valley Secretarial College, em Nairóbi, por um ano. Enquanto crescia, ela também lia histórias de aventuras em inglês, como a série policial Nancy Drew, com modernos arquétipos de heroína que desafiavam os limites da sociedade — "histórias de liberdade, aventura, igualdade entre raparigas e rapazes, confiança e amizade".

### Na Holanda
Em 1992 Ayaan chegou aos Países Baixos em circunstâncias que ainda não são totalmente claras. Segundo conta Ayaan, o seu pai pretendia casá-la contra a sua vontade com um primo residente no Canadá, o que acabou por acontecer mesmo sem a presença dela ou a sua assinatura, o que é possível pelas leis islâmicas. Enquanto aguardava na Alemanha pelos documentos que lhe permitiriam entrar no Canadá, Ayaan decidiu fugir para os Países Baixos, onde pediu asilo político e obteve uma autorização de residência após algumas semanas.
No início, ela teve vários empregos temporários, entre outros como empregada de limpeza e separadora de correio. Aprendendo holandês, tirou um curso de Ciência Política na Universidade de Leiden. Trabalhou como tradutora num centro de refugiados de Roterdão.
Após a conclusão dos seus estudos trabalhou para a Fundação Wiardi Beckman, um instituto ligado ao Partido Trabalhista (PvdA). A pesquisa que ela ali desenvolveu focou sobretudo a integração de mulheres estrangeiras (maioritariamente muçulmanas) na sociedade neerlandesa.
Esta pesquisa deu-lhe opiniões fortes sobre o assunto, o que resultou num corte de relações com o PvdA. Na sua opinião, não havia espaço suficiente dentro do PvdA para criticar aquilo que ela via como consequências negativas de certos aspectos socioculturais dos migrantes e do Islão.
Entre 1995 e 2001, trabalhou como intérprete e tradutora — fala 6 idiomas: inglês, somali, árabe, suaíli, amárico e holandês — principalmente para o Serviço de Imigração holandês, e também como assistente social nos abrigos de mulheres vítimas de violência doméstica. Nestes abrigos constatou o número proporcionalmente exagerado de residentes imigrantes. O Instituto Trimbos, em 2000, concluiu ser uma percentagem de 56%, sendo que os imigrantes representam apenas 12% da população total da Holanda.
No seu livro de 2002 "De Zoontjesfabriek" (Fábrica de Filhos), que junta todos os artigos que Hirsi Ali publicara até à data, e também uma entrevista realizada pela jornalista Colet Van der Ven, ela criticou a perspectiva islâmica das mulheres. Na sua opinião, a cultura islâmica pretende apenas que as mulheres produzam filhos para os seus maridos. O livro também critica tradições como a mutilação genital feminina, que é muito comum na Somália. Mais tarde (em 2004) no Parlamento holandês, Hirsi Ali propôs um exame anual às meninas de "grupos de risco", até aos 18 anos de idade, para combater a MGF, mas sem sucesso.
Ayaan Hirsi Ali divide os seguidores da fé muçulmana em três grupos distintos: os muçulmanos de Meca, a grande maioria, que representam o lado mais tolerante da religião, tal como articulado durante o início da pregação de Maomé; os muçulmanos de Medina, que são inspirados pelos aspectos mais duros do Corão, que Maomé expressou durante a consolidação do seu poder posterior em Medina; e os muçulmanos da mudança — os dissidentes e reformistas que desafiam ativamente o dogma religioso.
Hirsi Ali ficou chocada com os ataques de 11 de setembro de 2001 nos Estados Unidos, pelos quais a al-Qaeda assumiu a responsabilidade. Depois de ouvir vídeos de Osama bin Laden citando "palavras de justificação" no Alcorão para os ataques, ela escreveu: "Eu peguei no Alcorão e nos hadith e comecei a pesquisar, para verificar. Eu detestei fazer isso, porque eu sabia que encontraria lá as citações de Bin Laden, e não queria pôr em questão a palavra de Deus". Durante esse período de transição, ela passou a considerar o Alcorão como relativo — não absoluto — um registro histórico, escrito por homens 150 anos após a morte de Maomé e "por outras palavras, apenas mais um livro".
Em 2002, ela leu O Manifesto Ateu do filósofo Herman Philipse, dado a ela anos antes por um seu namorado holandês. Isso a influenciou profundamente, dando-lhe força não apenas para denunciar o Islã, mas para reconhecer sua descrença em Deus.
Em 2002 o Partido Liberal VVD convidou Hirsi Ali para integrar as listas do partido, tendo sido eleita deputada em janeiro de 2003. No livro acima referido, "De Zoontjesfabriek", diz que a oportunidade oferecida pelo VVD foi um factor importante na decisão de mudar dos trabalhistas para os liberais, de modo a trazer as suas ideias para o parlamento. Ela comenta que trocou de partido porque ficou cansada do comportamento evasivo do PvdA, que a seu ver fechou os olhos para o crescente desconforto na sociedadeː "A opressão das mulheres dificilmente é um tema".
Logo após a publicação de "De Zoontjesfabriek", Hirsi Ali começou a receber ameaças de morte, sendo desde aí protegida por guarda-costas 24 horas por dia.
Numa entrevista ao jornal diário "Trouw" (sábado, 25 de janeiro de 2003), ela afirmou sobre o profeta Maomé: "medido pelos nossos padrões ocidentais, ele é um homem perverso. Um tirano". Hirsi Ali referia-se, entre outros, ao facto de Maomé, então com 54 anos, ter casado com Aixa, uma menina de seis anos, consumando o casamento aos nove. Várias organizações islâmicas e indivíduos islâmicos processaram-na alegando discriminação. O tribunal civil em Haia absolveu Hirsi Ali de quaisquer acusações, mas mencionou que ela "poderia ter feito uma melhor escolha de palavras".
Em 2004, juntamente com o controverso escritor e realizador de cinema neerlandês Theo van Gogh, ela fez um curto filme de cerca de 10 minutos, intitulado Submission sobre a opressão da mulher nas sociedades islâmicas. O título refere-se ao Islão (que significa literalmente submissão a Alá) e foi fortemente criticado pelos muçulmanos holandeses. No filme, quatro mulheres semi-nuas, com textos do Alcorão — 4ː34, 2ː222, e 24ː2 — escritos nos seus corpos, monologam sobre vários abusos que sofreram.
Após a exibição do filme, o Imam Fawaz Jneid, da mesquita as-Sunnah de Haia, fez um sermão condenando Theo van Gogh, um "bastardo criminoso" e Hirsi Ali, pedindo a Alá que cegasse a activista e lhe provocasse cancro na língua e no cérebro.
Van Gogh, também um crítico do Islão, e de um modo geral, de todas as religiões, recebeu várias ameaças de morte, acabando assassinado em pleno dia em Amsterdão, por um muçulmano radical, em 2 de novembro de 2004. No corpo de Van Gogh, cravada com uma faca, encontrava-se uma carta dirigida a Hirsi Ali, que referia que a próxima pessoa a ser morta seria ela. O crime foi um tremendo choque para a tolerante sociedade holandesa. A segurança de Hirsi Ali foi imediatamente reforçada, e ela foi obrigada a abandonar a casa onde vivia, escondendo-se durante cerca de um mês em vários locais, incluindo hotéis e instalações militares, sempre sob proteção cerrada e praticamente incomunicável. Por fim o governo holandês decidiu levá-la para os EUA por algum tempo.
Em janeiro de 2005, tendo já voltado à Holanda, regressou ao parlamento holandês, anunciando a sua intenção de criar uma sequela para o filme "Submissão - Parte 1", desta feita focando a situação dos homossexuais masculinos no mundo islâmico. Em 2005, a revista "Time" considerou-a uma das cem pessoas mais influentes no planeta.
Em março de 2006, foi uma das 12 personalidades signatárias do "Manifesto: Juntos contra o Novo Totalitarismo", o qual considera que o mundo, após ter vencido o fascismo, o nazismo e o estalinismo, enfrenta agora uma nova e global ameaça totalitáriaː o Islamismo. Um dos outros signatários foi Salman Rushdie; em adolescente, Hirsi Ali tinha apoiado a fatwa contra ele. A carta foi publicada pela primeira vez no Charlie Hebdo, em resposta aos protestos do mundo islâmico por ocasião da polémica das caricaturas do jornal Jyllands-Posten sobre Maomé na Dinamarca, e apoiava a liberdade de expressão.
Em abril de 2006, os seus vizinhos num bloco de apartamentos puseram uma ação em tribunal para a expulsar, reclamando que a presença de Hirsi Ali os expunha a um risco. Foi despejada, apesar dos depoimentos da polícia holandesa, que assegurou ao tribunal que o edifício era agora um dos mais seguros do país.

#### Eventos de Maio de 2006

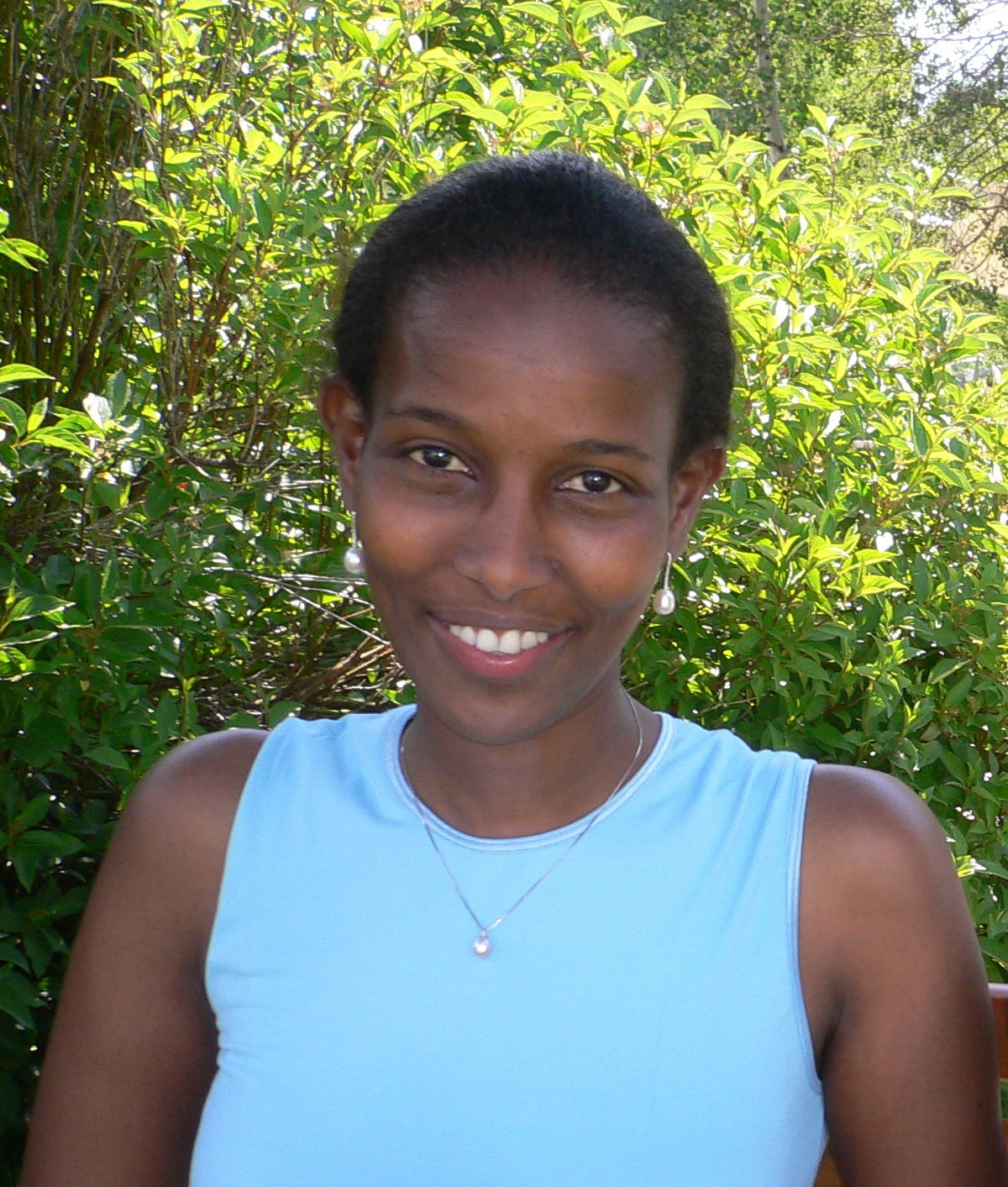
Hirsi Ali em 2006

Em maio de 2006, o programa de televisão neerlandês "Zembla" noticiou que Hirsi Ali tinha prestado falsas informações sobre o seu verdadeiro nome, a sua idade e o seu país de origem quando solicitou asilo político nos Países Baixos. Zembla realizou pesquisas na Holanda, no Quênia, na Somália e no Canadá. Seu irmão Mahad e uma mulher velada que afirmava ser sua tia vieram falar do seu casamento. O programa conversou com o homem com quem ela se teria casado, o qual disse Ayaan ter casado com ele de livre vontade, e visitou as escolas onde Ayaan cresceu.
No entanto, o nome real, idade e país de onde viera já eram do domínio público. O seu livro De Zoontjesfabriek, publicado em 2002, mostrava o seu nome verdadeiro e a sua data de nascimento, tendo também no mesmo ano Hirsi Ali declarado em entrevista à revista política HP/De Tijd o seu nome verdadeiro e idade. Hirsi Ali também afirma que revelou estes pormenores a figuras do partido VVD (entre elas Rita Verdonk) quando decidiu candidatar-se como deputada em 2002. Também em 2005, numa entrevista ao jornal britânico The Guardian, ela mencionava esses pontos.
No dia 16 de maio, após a Ministra da Integração e Imigração, Rita Verdonk, a ter informado de que iria perder a cidadania holandesa por falsas declarações, Hirsi Ali demitiu-se do parlamento. A anunciada perda de cidadania causou alvoroço no parlamento, provocando críticas até mesmo de aliados políticos. A imprensa estrangeira criticou a Holanda por não apoiar uma mulher que enfrentava ameaças de morte diárias.
Sua cidadania holandesa foi restabelecida ainda em 2006, cerca de um mês depois, sob pressão de membros do governo e parlamentares, após Ayaan ter sido obrigada a declarar-se a única culpada pela mentira que lhe concedeu o asilo político. A ministra Rita Verdonk, acabou tendo sua renúncia solicitada pelo parlamento por ter colocado como condição única para o restabelecimento da cidadania de Ayaan Hirsi Ali este ato. A ministra Verdonk não renunciou ao cargo, o que acabou desmanchando o governo, sendo necessário uma nova eleição.

### Nos Estados Unidos
Convidada pelo American Enterprise Institute em Washington, ela mudou-se para os Estados Unidos em 2006. O Governo holandês continuou, durante algum tempo, a garantir-lhe segurança pessoal, que, actualmente, é financiada por doações de privados.
O seu activismo continuou a provocar controvérsias, com as habituais ameaças de morte. Em 17 de abril de 2007, a comunidade muçulmana de Johnstown, Pensilvânia, protestou contra a palestra planeada de Hirsi Ali no campus local da Universidade de Pittsburgh. O Imam Fuad El Bayly afirmou que Hirsi Ali merecia a morte, mas devia ser julgada e condenada num país islâmico.
Em 25 de setembro de 2007, Hirsi Ali recebeu seu cartão de residente permanente nos Estados Unidos. O ministro holandês da justiça Hirsch Ballin informou-a da sua decisão de que, a partir de 1 de outubro de 2007, o governo holandês já não pagaria a sua segurança no estrangeiro. Nesse ano, ela recusou uma oferta de viver na Dinamarca, dizendo que pretendia ficar nos Estados Unidos.

#### Fundação AHA
Em 2007, a AHA Foundation, uma organização sem fins lucrativos, baseada em Nova Iorque, é fundada por Hirsi Ali. Originalmente criada para apoiar dissidentes muçulmanos, perseguidos ou prejudicados por esse facto, o âmbito da organização foi ampliado em setembro de 2008 para se concentrar nos direitos das mulheres. A Fundação combate crimes contra mulheres e meninas, tais como casamentos forçados, mutilação genital feminina e crimes de honra. As suas atividades-chave incluem educação, divulgação e advocacia legislativa.
A Fundação opõe-se à adoção de sistemas legais duais para julgar disputas familiares em famílias religiosas e apoia a separação de todas as religiões e do Estado.

### Controvérsias

##### Universidade de Brandeis
No início de 2014, a Brandeis University, em Massachusetts, anunciou que iria conceder a Hirsi Ali um título honorário. Logo se seguiram protestos estudantis, e o ramo da Associação de Estudantes Muçulmanos (MSA) na universidade considerou que isso era "uma violação directa do próprio código moral da universidade, assim como dos direitos de todos os estudantes de Brandeis" e acrescentou um avisoː "Não vamos tolerar um ataque à nossa fé".

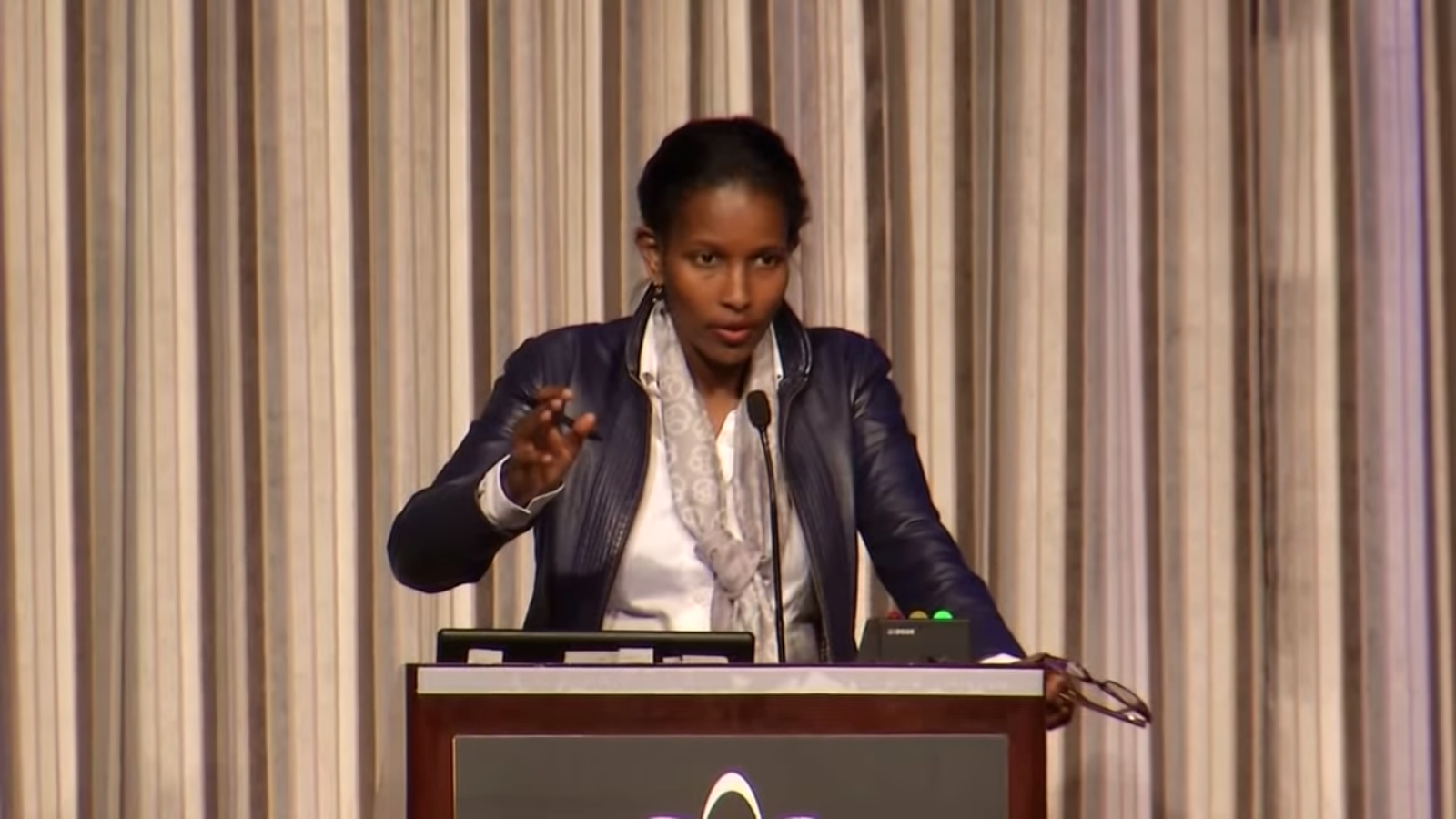
Ayaan Hirsi Ali na Convenção Nacional dos Ateus Americanos de 2015

86 membros do Corpo Docente exigiram que o título fosse cancelado, o que aconteceu de facto. Um dos vectores principais para isso foi o Conselho para as Relações Americano-Islâmicas (CAIR), que rotulou Hirsi Ali de "famosa Islamofóbica"; Ibrahim Hooper afirmou que Ali era "uma das piores dos piores inimigos do Islão na América, não só na América, mas em todo o mundo". CAIR afirmou, entre outros pontos, que ela em seu discurso de aceitação do prêmio Axel Springer (em 2012), "pareceu expressar simpatia pelo assassino em massa Anders Breivik, que incluiu escritos seus no seu manifesto". Jeffrey Tayler, escrevendo para o magazine online Quillette, comenta que de modo algum é esse o caso, e recomenda a audição do discurso, disponível na Internet.
Jeffrey Herf, um ex-aluno de Brandeis e historiador, publicou uma carta aberta criticando a decisão do presidente Frederik Lawrence, dizendo que tinha "feito danos profundos e duradouros à universidade".
Lawrence J. Haas, o ex-diretor de comunicações e Secretário de imprensa para o Vice-Presidente Al Gore, publicou uma carta aberta dizendo que Lawrence "sucumbiu ao politicamente correto e à pressão dum grupo de interesses ao decidir que o Islão está fora do alcance dum questionamento legítimo (...); tal decisão é particularmente chocante para um presidente de Universidade, pois um campus é precisamente o lugar para incentivar a livre discussão, mesmo em assuntos controversos".
Daniel Mael, aluno de Brandeis, escrevendo sobre o caso para a revista Time, aponta o comportamento violento, antidemocrático e intolerante de alguns grupos extremistas de estudantes dentro da universidade.

##### Designação pelo Southern Poverty Law Center
Em outubro de 2016, o Southern Poverty Law Center (SPLC) publicou uma lista de "extremistas anti-muçulmanos", que incluíam Hirsi Ali e o ativista britânico Maajid Nawaz, o que causou protestos de vários sectores. A Fundação Lantos pelos Direitos Humanos e Justiça escreveu uma carta pública ao SPLC para recolher as listagens, o que acabou por acontecer. A activista Pamela Geller, ela própria sempre incluída nessas listas, comenta a ausência duma relação de extremistas muçulmanos — mesmo a Nação do Islão está nas listas não nessa qualidade, mas sim de "supremacistas negros".
Hirsi Ali, num comentário sobre a sua designação, observa que o SPLC é uma organização que "perdeu o rumo, difamando as pessoas que lutam pela liberdade e fechando os olhos para uma ideologia e um movimento político que tem muito em comum com o nazismo".

##### Cancelamento do Tour pela Austrália e Nova Zelândia
Em abril de 2017, ela cancelou uma turnê planeada na Austrália e Nova Zelândia. Isto seguiu-se ao lançamento no Facebook de um vídeo de seis mulheres muçulmanas australianas que a acusavam de ser "estrela da indústria global da islamofobia" e de lucrar com "uma indústria que existe para desumanizar mulheres muçulmanas". Ali respondeu que as mulheres em questão estavam "levando água ao moinho" dos islamistas radicais como a Irmandade Muçulmana, o Boko Haram e o Estado Islâmico, e afirmou que "islamofobia" é uma palavra fabricada. Explicou que o cancelamento foi devido a preocupações de segurança e problemas organizacionais.

## Livros
- De Zoontjesfabriek over vrouwen, Islam en integratie, (2002)
- De maagdenkooi, (2004) traduzido para o inglês como The Virgin Cage: An Emancipation Proclamation for Women and Islam e para o português como A virgem na jaula.
- Mijn Vrijheid, (2006) traduzido para o inglês como Infidel e para o português como Infiel (no Brasil) e "Uma mulher rebelde" (em Portugal).
- Nomad: From Islam to America: A Personal Journey Through the Clash of Civilizations. (2010) traduzido para o português como Nômade.
- Heretic: Why Islam Needs a Reformation Now  (2015) traduzido para o português como Herege: Por que o Islã precisa de uma reforma imediata.
- The Challenge of Dawa, Political Islam as Ideology and Movement and How to Counter It (2017)
- Prey: Immigration, Islam, and the Erosion of Women's Rights (2021).

## Prêmios
- No dia 20 de novembro de 2004 Ayaan Hirsi Ali foi galardoada com o Prémio Liberdade do Partido Liberal da Dinamarca "pelo seu trabalho a favor da liberdade de expressão e dos direitos das mulheres". Devido a ameaças de fundamentalistas islâmicos não foi possível a Ayaan estar presente na cerimónia de entrega do prémio. No entanto, um ano depois, a 17 de novembro de 2005, ela viajou até à Dinamarca para agradecer pessoalmente a Anders Fogh, primeiro-ministro da Dinamarca e líder do Partido Liberal.
- No dia 29 de agosto de 2005 Ayaan foi galardoada com o Prémio Democracia do Partido Liberal da Suécia "pelo seu corajoso trabalho a favor da democracia, direitos humanos e direitos das mulheres".[81]
- Prémio Simone de Beauvoir, 2008